# Passiv radar
Passiv radar er en sporingsteknik som i modsætning til konventionel radar ikke udsender elektromagnetiske bølger fra sin egen antenne og analyserer den reflekterede energi. I stedet analyseres refleksioner og dopplereffekten fra andreantenner i området, eksempelvis radiosendere, TV-sendere, mobilmaster eller fra andre konstant udstrålende antennemaster. Man kan sige at passive radarsystemer er en bistatisk radar hvor transmitteren ikke er en del af systemet.

## Funktionalitet
For at systemet skal fungere er radarsystemets computer nødt til at kende placeringen af de lokale antenner, deres radiofrekvens og modulation samt de lokale geografiske forhold. Hvis et reflekterbart objekt, eksempelvis et missil, bevæger sig igennem udstrålingsfeltet fra transmitteren kan man ud fra frekvens, amplitude, faseændringer og dopplereffekt beregne en flyveprofil og størrelse på objektet. På grund af de komplekse beregninger der kræves behøves en stor mængde computerkraft. Modtageren på et passivt radarsystem kan samtidig benyttes til elektronisk opklaring. Omvendt er rene ES-systemer ikke betragtet passive radarsystemer da disse kun giver en pejling til mål og ikke er i stand til at lave afstandsberegninger. Dette problem kan omgås på ved at sætte flere ES-systemer sammen og krydse deres pejlinger, eksempelvis som Goldhaube-systemet i Østrig.
Det kan være meget svært at erkende at man bliver overvåget af et passivt radarsystem da der ikke kommer aktive radartransmissioner fra systemet. Dette anses som en afgørende militær fordel. En andet muligt fordel er muligheden for at spore fly som benytter sig af stealth teknologi (eksempelvis B-2 Spirit eller F-117 Nighthawk fra United States Air Force), som er vanskelige at spore med aktiv radar i de traditionelle frekvensbånd. Teknologien blev afprøvet i praksis i 2012. Ikke kun metalliske objekter, men også levende væsner påvirker udstrålingen af elektromagnetisk energi.

## Aktuelle systemer
Kendte systemer er eksempelvis "Celldar" (mobiltelefonradar) (fungerer ved hjælp af mobilsignaler) eller systemet "Silent Sentry" (fungerer ved hjælp af radiosignaler). Sidstnævnte er i stand til at overvåge luftrummet over en storby. Systemerne "Tamara" og "Vera-E" har en rækkevidde på omkring 450 kilometer.

## Historiske systemer
Radarbølgerne fra den britiske Chain Home under 2. verdenskrig blev ikke kun benyttet af briterne, men også af den tyske Klein-Heidelberg-radar. I alt blev der bygget seks radaranlæg på den besatte kanalkyst i henholdsvis Frankrig, Belgien og Nederlandene. Da disse anlæg ikke selv udsendte radarstråler blev deres eksistens kun kendt for de allierede igennem aflytning af radiokommunikation. Afhøring af tyske radaroperatører blandt de allieredes krigsfanger afslørede at systemet havde en rækkevidde på omkring 450 kilometer. Dette er måske verdens første bistatiske radarsystem.